# Karl Salomonsson
Karl Justus Salomonsson, född 19 mars 1897 i Annerstads socken, Kronobergs län, död 15 maj 1990 i Helsingborg, Malmöhus län, var en svensk lärare, rektor och kommunalpolitiker (socialdemokrat), främst verksam i Helsingborg.

## Biografi
Salomonsson föddes i Annerstads socken i nuvarande Ljungby kommun i Småland som son till arrendatorn Salomon Johansson och Emma Petersson. Under sin uppväxt var han bekant med författaren Vilhelm Moberg. Han tog folkskollärarexamen i Växjö 1924 och fick samma år anställning vid folkskolorna i Helsingborg. Här kom han från 1926 att engagera sig som instruktör i Arbetarnas bildningsförbund (ABF), där han senare kom att bli ordförande. Han var sekreterare i Sveriges allmänna folkskollärareförenings avdelning i Helsingborg åren 1927 till 1932. Från 1929 var han styrelseledamot i Helsingborgs arbetarekommuns bibliotek och han kom från 1934 även bli ledamot av arbetarekommunens styrelse. År 1943 utsågs han till arbetarekommunens ordförande, ett uppdrag han innehade fram till 1946. Samma år som han tog en plats i styrelsen för arbetarekommunen blev han engagerad i kommunalpolitiken genom att ta en plats i Helsingborgs stadsfullmäktige för Socialdemokraterna. Inom staden var han mellan 1935 och 1946 ordförande i barnavårdsnämnden och från 1935 ledamot av Helsingborgs museistyrelse. År 1945 tog han plats i stadens folkskolestyrelse och från 1948 var han ordförande för utbildningsnämnden. Efter nästan 30 år i stadfsfullmäktige utsågs han 1961 till fullmäktiges ordförande, en post han innehade fram till 1966, då han drog sig tillbaka från politiken.
Förutom de kommunala uppdragen var Salomonsson även verksam i ett flertal andra organisationer i Helsingborg. Åren 1930 till 1941 var han ordförande i Nordvästra Skånes orkesterförening (nu Helsingborgs symfoniorkester), från 1931 sekreterare i Smålands gille i Helsingborg, ledamot av Skånska kavalleriregementets (senare Skånska pansarregementets) bildningsråd från 1939 och styrelseledamot i Samfundet för hembygdsvård från 1942. Parallellt med alla politiska och ideella uppdrag avancerade Salomonsson karriärmässigt inom läraryrket och blev sedermera överlärare och senare rektor inom skolorna i Helsingborg. Han var mycket intresserad av hembygdsforskning och folkmålsuppteckningar och kom att utge ett flertal böcker och utbildningsskrifter, främst med anknytning till sin småländska barndomsbygd. Karl Salomonsson avled 1990 och gravsattes vid Helsingborgs krematorium.